# Alexander Satschko
Alexander Satschko (Deggendorf, 12 novembre 1980) è un ex tennista e allenatore di tennis tedesco.
Specialista del doppio, la sua miglior classifica ATP è stata l'80ª posizione raggiunta il 13 ottobre 2014.

## Statistiche

### Doppio

#### Vittorie (1)
| Legenda doppio            |
| Grande Slam (0)           |
| ATP World Tour Finals (0) |
| ATP Masters 1000 (0)      |
| ATP World Tour 500 (0)    |
| ATP World Tour 250 (1)    |

| Numero | Data            | Torneo              | Superficie  | Compagno        | Avversari in Finale               | Punteggio   |
| 1.     | 7 febbraio 2015 | Ecuador Open, Quito | Terra rossa | Gero Kretschmer | Víctor Estrella Burgos João Souza | 7–5, 7–6(3) |